# La Chabanne
 La Chabanne  es una población y comuna francesa, situada en la región de Auvernia, departamento de Allier, en el distrito de Vichy y cantón de Le Mayet-de-Montagne.

## Demografía
| 473 | 380 | 321 | 263 | 215 | 192 |
| Para los censos de 1962 a 1999 la población legal corresponde a la población sin duplicidades (Fuente: INSEE [Consultar]) |     |     |     |     |     |